# Kočarija
Kočarija je naselje v Občini Kostanjevica na Krki.